# Bąkówka
Bąkówka – wieś sołecka w Polsce położona w województwie mazowieckim, w powiecie piaseczyńskim, w gminie Piaseczno.
W latach 1975–1998 miejscowość administracyjnie należała do województwa warszawskiego.

## Położenie
Wieś położona jest w centralnej części gminy Piaseczno. Od wschodu sąsiaduje z Gołkowem, od południa z Głoskowem i od zachodu z Wolą Gołkowską.

## Zagospodarowanie
Nieużytkowane i użytkowane grunty orne stanowią większość obszaru wsi. Miejscowość charakteryzuje wolnostojąca zabudowa zagrodowa w układzie przysiółkowym, o maksymalnej wysokości 1,5 kondygnacji i dwuspadowych dachach.

Zabudowie zagrodowej towarzyszą usługi: weterynarz, hurtownia materiałów budowlanych, instalacje elektryczne, zlokalizowane w większości przy płd.-zach. granicy z Głoskowem-Letnisko.